# Pseudotanais mortenseni
Pseudotanais mortenseni är en kräftdjursart som beskrevs av Jürgen Sieg 1977. Pseudotanais mortenseni ingår i släktet Pseudotanais och familjen Pseudotanaidae. Inga underarter finns listade i Catalogue of Life.